# Chrysoprasis vittata
Chrysoprasis vittata là một loài bọ cánh cứng trong họ Cerambycidae.